# Asphadastis cryphomycha
Asphadastis cryphomycha là một loài bướm đêm trong họ Crambidae.